# Singles 2: Triple Trouble
Singles 2: Triple Trouble – symulacyjno-erotyczna gra komputerowa wyprodukowana przez Rotobee i wydana przez Deep Silver w 2005 roku. Jest to kontynuacja Singles: Flirt Up Your Life z 2004 roku. Gracz kieruje w niej jedną z trzech postaci rozwijając relacje erotyczne między nimi. Tak jak w poprzedniej części, gracz ma do wyboru dwa tryby gry: fabularny i dowolny. W trybie fabularnym do wykonania są różne misje miłosne, natomiast w trybie dowolnym gracz do woli kieruje życiem bohaterów.